# Jacob Call
Jacob Call (* in Kentucky; † 20. April 1826 in Frankfort, Kentucky) war ein US-amerikanischer Politiker. In den Jahren 1824 und 1825 vertrat er den Bundesstaat Indiana im US-Repräsentantenhaus.

## Werdegang
Das Geburtsdatum und der genaue Geburtsort von Jacob Call sind nicht überliefert. Er wuchs in Kentucky auf, wo er auch zur Schule ging. Nach einem anschließenden Jurastudium und seiner Zulassung als Rechtsanwalt begann er in Vincennes und Princeton in Indiana in seinem neuen Beruf zu arbeiten. Im Jahr 1820 verlor er als Anwalt einen Fall (Polly v. Laselle), dessen Folge die Freilassung aller Sklaven in Indiana war. Zwischen 1817 und 1818 sowie nochmals von 1822 bis 1824 war Call Bezirksrichter im Knox County.
Politisch war er Mitglied der Demokratisch-Republikanischen Partei. In den frühen 1820er Jahren schloss er sich der Bewegung um den späteren Präsidenten Andrew Jackson an. Nach dem Tod des Abgeordneten William Prince wurde er bei der fälligen Nachwahl für den ersten Sitz von Indiana als dessen Nachfolger in das US-Repräsentantenhaus in Washington, D.C. gewählt, wo er am 23. Dezember 1824 sein neues Mandat antrat. Bis zum 3. März 1825 konnte er aber nur die laufende Legislaturperiode im Kongress beenden.
Jacob Call kehrte nach Kentucky zurück und starb am 20. April 1826 in Frankfort.